# Кирилл (патриарх Болгарский)
Патриарх Кирилл (в миру Константин Марков Константинов; 3 января 1901, София — 7 марта 1971, там же) — патриарх Болгарский, Митрополит Софийский (1953—1971).

## Биография
Родился в 1901 году в квартале Ючбунар города Софии. В бедной семье Марко и Поликсены Константиновых, православных аромун по происхождению. Начальное и среднее образование получил в Софии в Софийском народном училище «Христо Ботев», известном тогда как Третья Софийская прогимназия, которую окончил в 1914 году.
Осенью 1914 года с согласия его родителей, он поступил в первый класс Софийской духовной семинарии, которую окончил в 1920 году. Осенью того же года поступил на богословский факультет Белградского университета, который окончил в 1923 году.

### Священнослужитель
30 декабря того же года в Софии в кафедральном храме Святой Недели митрополитом Софийским Стефаном был пострижен в монашество с именем Кирилл, на следующий день рукоположён в сан иеродиакона.
С 1 января 1924 года временно назначен за учителем-воспитателем в Софийской духовной семинарии, где его трудолюбие получило достойную оценку.
Жажда знаний сподвигла его поступить стипендиатом осенью 1924 на богословский факультет Черновицкого университета, где за относительно короткое освоил немецкий и румынский языки, на которых велось преподавание в то время. Окончил обучение в 1926 году и вернулся на родину.
В начале 1926 года по решению Священного Синода поступил на службу в Рильский монастырь секретарём. Игумен Рильского монастыря епископ Левкийский Варлаам (Константинов) высоко оценил своего секретаря. Пребывая в Рыльском монастыре имел возможности пользоваться богататой монастырской библиотекой для своих научных трудов.
В 1928—1930 года специализировался в области философии в Берлинском университете, также слушал лекции в Венском университете.
По решению Священного Синода, 23 июня 1930 года митрополит Старозагорский Павел рукоположил иеродиакона Кирилла в храме святого Иоанна Рыльского при Софийской духовной семинарии в сан иеромонаха.
5 декабря 1931 года назначен протосинкеллом Софийской митрополии, в связи с чем 9 января 1932 года был возведён в сан архимандрита.
В сентябре 1932 года Священный Синод назначил его начальником Культурно-просветительского отдела при Синодальной канцелярии. Занимал эту должность, до сентября 1934 года, когда был назначен главным секретарём Священного Синода. Занимал эту должность до марта 1938 года.

### Епископ
12 июля 1936 года хиротонисан в сан епископа Стобийского.
15 мая 1938 года избран и 29 мая — канонически утверждён митрополитом Пловдивским.
С 1941 по 1944 год — временно управляющий Маронийской епархией.
Во время Второй мировой войны решительно выступил против выдачи евреев — граждан Болгарии в нацистскую Германию. Взял депортируемых евреев под свою защиту, заявив, что если их отправят из Пловдива на поезде, то он ляжет перед ним.
3 января 1951 году Священный Синод избрал его своим Наместником-председателем.

### Патриарх
После восстановления в Болгарской православной церкви патриаршества 10 мая 1953 был избран на Церковно-народном соборе Патриархом Болгарским и митрополитом Софийским. До 1969 продолжал также быть управляющим Пловдивской епархией.
Лояльно относился к просоветскому режиму, пришедшему к власти в Болгарии в 1944. В свою очередь, болгарское государство создало для церкви больше возможностей для деятельности, чем в СССР (хотя существовали и значительные ограничения). Так, церкви принадлежали многие храмы (в 1975, по официальным данным, 2855) и монастыри, у неё были собственное издательство (выпускавшее, в частности, учебники и монографии), земледельческие участки, дома отдыха и здравницы. Она издавала не только ежемесячный журнал (как в СССР), но и еженедельную газету. Кроме того, председателями приходских советов являлись священники (в СССР после Архиерейского собора 1961 года всей хозяйственной деятельностью приходов занимались светские лица — старосты — назначаемые с согласия, а часто и по инициативе государственных органов).
Неоднократно посещал СССР — в первый раз в 1948 году, ещё будучи митрополитом, в качестве члена делегации Болгарской православной церкви по случаю 500-летия автокефалии Русской православной церкви и прошедшего в Москве Совещания глав и представителей Поместных православных церквей (произнёс на нём речь «Рим и Болгария»). В последний раз в 1970 году, когда изучал документы, хранящиеся в исторических архивах Москвы, в связи со своей научно-исследовательской работой. Поддерживал тесные связи с Русской православной церковью, которая, в свою очередь, настояла на признании Константинопольским патриархатом в 1961 законности восстановление патриаршества в Болгарии. Весной 1962 Патриарх Кирилл нанёс официальный визит Константинопольскому Патриарху.
18 июля 1968 года Священный Синод под председательством патриарха Кирилла принял спорное решение о переходе с Юлианского на новоюлианский календарь.
Доктор богословия honoris causa Софийской, Московской и Ленинградской духовных академий. Академик Болгарской академии наук по отделению исторических и педагогических наук (июль 1970). Являлся заместителем председателя Болгарского национального комитета защиты мира и постоянным членом Всемирного Совета Мира.
Скончался 7 марта 1971 года. Похоронен в главном храме Бачковского монастыря.

## Учёный
Получил известность в Болгарии не только как религиозный деятель, но и как историк. Специализировался в области изучения болгарской культурно-национальной и церковной истории, в первую очередь, борьбы болгарского народа за независимость и национальную идентичность. Его научные труды были созданы на основе огромного документального материала (в том числе содержавшегося в зарубежных архивах — Патриарх занимался научной работой в архивах и библиотеках Москвы, Ленинграда, Белграда, Берлина, Будапешта, Вены, Парижа, Праги) и являются значительным вкладом в изучение истории болгарской церковно-национальной борьбы. Его первый значительный церковно-исторический труд — трилогия, посвящённая его предшественникам на Пловдивской кафедре. Затем написал ещё ряд монографий, последнюю из которых — капитальное исследование истории Болгарского Экзархата в Адрианополе и Македонии — он не успел завершить.
Кроме того, был автором богословских трудов, экзегетом, проповедником.

## Труды

### Исследования по истории Болгарии
- Паисий, митрополит Пловдивский, в церковно-народной борьбе (1872). 1948.
- Панарет, митрополит Пловдивский (1805—1883). 1950.
- Нафанаил, митрополит Охридский и Пловдивский (1820—1906). 1952.
- Сопротивление против Берлинского договора. Кресненское восстание. 1955 (монография подготовлена по поручению Болгарской академии наук).
- Экзарх Анфим (1816—1888). 1956.
- Граф Н. П. Игнатьев и болгарский церковный вопрос. 1958.
- Болгарско-мусульманские поселения в Южном Родопе — Ксантийское и Гюмюрджинское. Топонимическое, этнографическое и историческое исследование. 1960.
- Материалы к болгарскому церковному вопросу. 1961.
- Католическая пропаганда среди болгар во второй половине XIX века. 1962.
- Материалы об униатстве в Македонии после Освободительной войны. 1968.
- Болгарский Экзархат в Адрианополе и Македонии после Освободительной войны 1877—1878 гг. Т. 1, 1969, Т. 2, 1970.

### Богословские труды
- Церковь и синагога в первые три века. 1934.
- Вера и возрождение. 1938.
- Вышел сеятель. 1940 (экзегетический анализ евангельской притчи о сеятеле, содержащий также размышления о христианской философии жизни).
- Человек и его труд.
- У Источника. 1943—1946; в трёх томах. (собрание проповедей на евангельские сюжеты).
- Слово жизни. 1953. (собрание проповедей на темы из книги Деяний Апостольских и посланий св. апостола Павла).
- Путь Господень. 1953—1968, в шести томах (собрание слов и речей а воскресные, праздничные дни и разные случаи).

### Переводы
- Пеш Т. Христианская философия жизни (с немецкого языка).
- Тот Т. Среди природы (с немецкого языка).

## Награды
Был награждён двумя орденами «Народная Республика Болгария» I степени, орденом Кирилла и Мефодия I степени. Народный деятель культуры (1969).
Институт «Яд ва-Шем» в 2002 году посмертно присвоил ему (как и Экзарху Болгарии митрополиту Стефану) почётное звание «Праведник народов мира», а его наследникам были вручены специальная благодарственная грамота и почётная медаль.